# 両側ラプラス変換
数学の分野における両側ラプラス変換（りょうがわラプラスへんかん、英語: Two-sided Laplace transform）とは、フーリエ変換やメリン変換、通常の片側ラプラス変換などと関係している積分変換の一種である。すべての実数に対して定義される実あるいは複素数値関数を ƒ(t) としたとき、その両側ラプラス変換は積分
{\displaystyle {\mathcal {B}}\left\{f(t)\right\}=F(s)=\int _{-\infty }^{\infty }e^{-st}f(t)\,dt}
によって定義される。この積分は広義積分と解釈され、それが収束することと積分
{\displaystyle \int _{0}^{\infty }e^{-st}f(t)\,dt,\quad \int _{-\infty }^{0}e^{-st}f(t)\,dt}
の両方が存在することは必要十分である。両側ラプラス変換を表す一般的な記法は存在しないようである。この記事では bilateral（両側）を意識して {\displaystyle {\mathcal {B}}} を用いている。しばしば
{\displaystyle {\mathcal {T}}\left\{f(t)\right\}=s{\mathcal {B}}\left\{f\right\}=sF(s)=s\int _{-\infty }^{\infty }e^{-st}f(t)\,dt}
として、両側ラプラス変換が用いられることもある。純粋数学では、独立変数 t は任意で、微分作用素がどのように関数を変換するか、ということを研究するためにラプラス変換が用いられる。
自然科学あるいは工学などの応用の場面では、独立変数 t は時間（秒）を表し、関数 ƒ(t) は時間とともに変動する信号や波形を表すことが多い。そのような場合、数学的な作用素のように働くフィルタによって、ある制限のもとで信号は変換される。それらは因果的である必要がある。すなわち、与えられた時間 t における出力は、それより先の時間での入力の値には依存しない。
時間の関数として扱われるとき、ƒ(t) は信号の時間領域表現と呼ばれる。一方で、F(s) はs領域表現と呼ばれる。逆変換は、信号の周波数成分の和としての『合成』を意味する。一方で、通常の変換は周波数成分への信号の『分析』を意味する。

## 他の積分変換との関係
u(t) をヘビサイド関数としたとき、ラプラス変換 {\displaystyle {\mathcal {L}}} は両側ラプラス変換によって
{\displaystyle {\mathcal {L}}\left\{f(t)\right\}={\mathcal {B}}\left\{f(t)u(t)\right\}}
と表される。一方で
{\displaystyle \left\{{\mathcal {B}}f\right\}(s)=\left\{{\mathcal {L}}f(t)\right\}(s)+\left\{{\mathcal {L}}f(-t)\right\}(-s)}
であるため、いずれのラプラス変換であっても、もう一方のラプラス変換によって表すことが出来ることが分かる。
メリン変換は、両側ラプラス変換によって
{\displaystyle \left\{{\mathcal {M}}f\right\}(s)=\left\{{\mathcal {B}}f(e^{-x})\right\}(s)}
と表される。反対に、メリン変換によって両側ラプラス変換を
{\displaystyle \left\{{\mathcal {B}}f\right\}(s)=\left\{{\mathcal {M}}f(-\ln x)\right\}(s)}
と表すことも出来る。
フーリエ変換も両側ラプラス変換によって表すことが出来る。ここではフーリエ変換を
{\displaystyle {\mathcal {F}}\left\{f(t)\right\}=F(s=i\omega )=F(\omega )}
と定める。この定め方は、通常のものとは異なることに注意されたい。実際
{\displaystyle \left\{{\mathcal {F}}f\right\}=F(s=i\omega )={\frac {1}{\sqrt {2\pi }}}\left\{{\mathcal {B}}f\right\}(s)}
が通常用いられることが多い。上のようなフーリエ変換を用いて、両側ラプラス変換を
{\displaystyle \left\{{\mathcal {B}}f\right\}(s)=\left\{{\mathcal {F}}f\right\}(-is)}
と表すことが出来る。フーリエ変換は通常、実数に対して存在するように定義されるが、上の定義ではその像が帯状領域 {\displaystyle a<\Im (s)<b} に含まれ、これは実軸を含まない。
連続な確率密度関数 ƒ(x) の積率母関数は、{\displaystyle \left\{{\mathcal {B}}f\right\}(-s)} と表される。

## 性質
両側ラプラス変換は基本的に片側ラプラス変換と同様の性質を持つが、それらの変換の間には重要な差異も存在する。
|          | 時間領域                 | 片側s領域                               | 両側s領域                   |
| -------- | ------------------------ | --------------------------------------- | --------------------------- |
| 微分     | {\displaystyle f'(t)\ }  | {\displaystyle sF(s)-f(0)\ }            | {\displaystyle sF(s)\ }     |
| 二階微分 | {\displaystyle f''(t)\ } | {\displaystyle s^{2}F(s)-sf(0)-f'(0)\ } | {\displaystyle s^{2}F(s)\ } |

両側ラプラス変換を用いることは、片側ラプラス変換に初期条件ゼロを仮定することと等しい。したがって、微分方程式から遷移関数を計算したり、簡単な特殊解を探すときには、片側ラプラス変換の方が適していると言える。

## 因果性
両側変換は因果性を重視しない。汎用関数に応用される場合には良いが、時間関数に対しては片側変換の方が好まれる。